# Mirranes Mirabandaces
El general Mirranes Mirabandaces va ser marzban d'Armènia de l'any 572 al 573 o 574. Pertanyia a la família dels Mihran, una de les set grans cases que van existir durant l'Imperi Persa i l'Imperi Sassànida, anomenades el set clans parts. Es deien descendents de la dinastia dels arsàcides.
Els armenis, dirigits per Vardanes III Mamiconi es van revoltar contra el marzban Surenes, al que van matar. El rei sassànida Còsroes I va enviar al seu general Mirranes Mirabandaces que va entrar al país amb un exèrcit de vint mil homes.
Vardan II va fer front a Mirranes a la plana de Khalamakh, a Taron, el va derrotar i li va prendre els elefants. Mirranes va evacuar Armènia l'any 573. Segons Sebeos, un altre general de nom Golon Mihran va ser nomenat marzban i va envair Armènia, va ocupar Ingilena i algun altre lloc i va dictar una amnistia general l'any 574, política que va defensar el patriarca Movsès II d'Elivard (574-604). Els armenis van perdre Dara i van fracassar davant Nisibe l'any 573. Van demanar una treva de dos anys que van aconseguir mitjançant el pagament d'una indemnització de 45.000 sòlids d'or. No s'ha pogut establir si Mirranes Mirabandaces i Golon Mihran (Velon-Mihr) són la mateixa persona.
El príncep Felip de Siània, lloctinent de Mirranes Mirabandaces, va exercir un temps com a marzban (574-576).